# محمدعلی عطار هروی
محمدعلی عطارهروی (زاده ۱۳۲۸ ه‍. ق/۱۲۸۹ ه‍.ش در هرات- درگذشت: ۱۳۷۱ ه‍.ش در مشهد) خوشنویس برجسته اهل افغانستان بود که مدتی در ایران زیست.
وی فرزند محمداسماعیل بود که در سال ۱۳۲۸ هجری قمری در شهر کهنه هرات در محله خواجه عبدالله مصری در خانواده‌ای مذهبی به دنیا آمد. نیاکانش همگی از عالمان دینی روزگار خود بودند، اما پدرش منبر را ترک کرد و به پیشه عطاری و خوشنویسی روی آورد و فرزند خود محمدعلی را نیز در این رشته پرورش داد. عطارهروی آموزش‌های ابتدایی را در مکتب‌های سنتی هرات فرا گرفت و سپس نزد پدرش در عطاری به آموزش خوشنویسی پرداخت.
از کیفیت و هنرمندی «کم‌نظیر» عطار که بگذریم، آنچه که در زندگی او بسیار برجسته بود «تنوع» هنری بود. او هر یک از انواع خطوط فارسی و عربی مثل نسخ، ثلت، نستعلیق، تعلیق و کوفی را به شیوه‌های متعدد می‌نوشت. محمدعلی عطار با کاوش در آثار باستانی، اسناد تاریخی، و گرد آوری مسکوکات دوره‌های قرن اول و دوم اسلام، بخصوص رسم‌الخط دوره خلفای راشدین، به نمونه اصلی خط کوفی دست پیدا کرد. او سپس با تحقیق در دوره‌های بنی عباس، بنی امیه، غزنویان و دوره تیموری، به انواع و اقسام تفاوت‌هایی که در خط کوفی وجود داشت، آشنا شد. عطار هروی، توانایی کتابت بیش از چهل نوع خط را داشت. بعد پژوهشی کارهای عطار هروی به اندازه کیفیت هنری آثار او برجسته است.
با ورود نیروهای شوروی به افغانستان و آغاز جنگ در این کشور، عطار هروی راهی ایران شد و تمام کتیبه‌هایی که او سالها در بدست آوردن آن زحمت کشیده بود، همه از بین رفت. محمدعلی عطار سخاوتمندانه کارهای ارزشمندش را اهدا می‌کرد. بسیای از آثارش در جنگ از بین رفت و هدایایی که به دیگران داد، گاهی از کاغذپاره‌ها و انباری‌های نمدار سر درآورد.
عطار هروی در طول عمر هنری خود، شاگردان زیادی پرورش داد و سر انجام در تاریخ ۲۷ اسفند سال ۱۳۷۱ خورشیدی، استاد محمدعلی عطار هروی، در سن ۸۲ سالگی در شهر مشهد در گذشت.
پیکر استاد را در داخل حرم امام رضا، جایی که سال‌ها در آن به کار خوشنویسی و کتیبه‌نگاری مشغول بود، به خاک سپردند.

## آثار
- گنجینه خطوط
- قران المحلی
- کتیبه‌ها

مجموعه‌ای از آثار عطار هروی به نام 'اساور' پانزده سال پس از مرگ او در ایران چاپ شد. بعد از انتشار «قران محلی» و «هنر آیه نگاری قرآن کریم»، اساور سومین اثر عطار هروی است که در ایران به چاپ رسیده‌است.